# Wereldkampioenschap dammen 1985 (match)

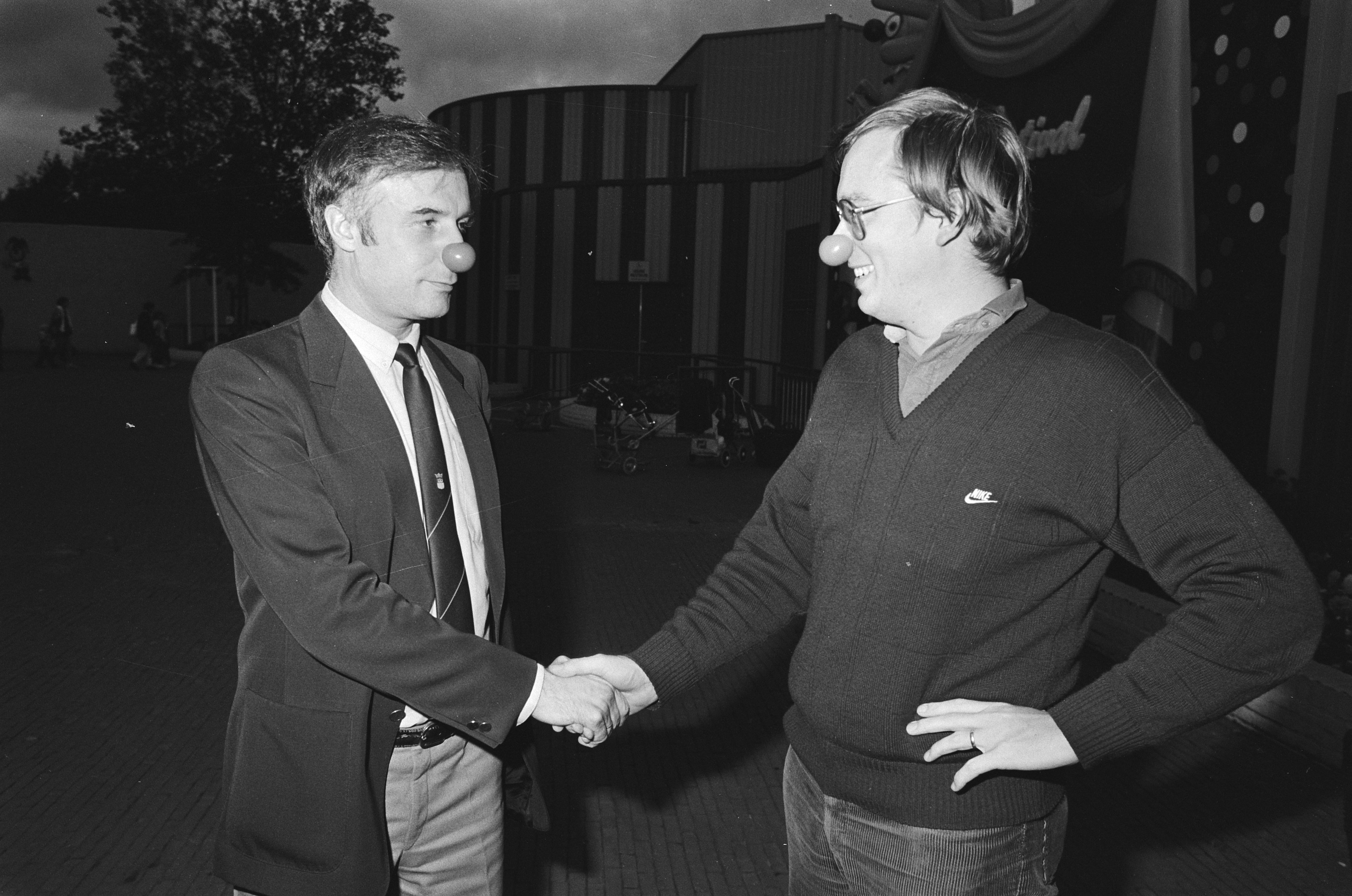
Clerc (rechts) feliciteert Gantvarg met zijn wereldtitel.

De match om het wereldkampioenschap dammen 1985 werd van 23 september t/m 19 oktober 1985 op 4 locaties in Nederland gespeeld door titelverdediger Anatoli Gantvarg en Rob Clerc. 
Gantvarg won 2 partijen en leed 1 nederlaag zodat hij de match met 21 - 19 won en daarmee voor de vierde keer wereldkampioen werd. 
De match werd per 5 partijen op 4 verschillende locaties gespeeld, achtereenvolgens in Dordrecht, Rotterdam, Nieuwegein en Loon op Zand. 
De secondant van Clerc was Jannes van der Wal. 
Onder zijn invloed speelde Clerc 4x als openingszet het scherpe 35-30. 

## Resultaten
| Rang | Land | Naam             | 1 | 2 | 3 | 4 | 5 | 6 | 7 | 8 | 9 | 10 | 11 | 12 | 13 | 14 | 15 | 16 | 17 | 18 | 19 | 20 | punten |
| ---- | ---- | ---------------- | - | - | - | - | - | - | - | - | - | -- | -- | -- | -- | -- | -- | -- | -- | -- | -- | -- | ------ |
| 1    | URS  | Anatoli Gantvarg | 2 | 1 | 1 | 1 | 1 | 1 | 0 | 1 | 1 | 2  | 1  | 1  | 1  | 1  | 1  | 1  | 1  | 1  | 1  | 1  | 21     |
| 2    | NED  | Rob Clerc        | 0 | 1 | 1 | 1 | 1 | 1 | 2 | 1 | 1 | 0  | 1  | 1  | 1  | 1  | 1  | 1  | 1  | 1  | 1  | 1  | 19     |